# Lady's Island Lake SAC
Lady's Island Lake SAC este o arie protejată (arie specială de conservare — SAC, sit de importanță comunitară — SCI) din Irlanda întinsă pe o suprafață de 507 ha, integral pe uscat.

## Localizare
Centrul sitului Lady's Island Lake SAC este situat la coordonatele 52°11′37″N 6°23′33″W / 52.193683°N 6.392541°V.

## Înființare
Situl Lady's Island Lake SAC a fost declarat sit de importanță comunitară în decembrie 1999 pentru a proteja 14 specii de animale. Situl a fost protejat și ca arie specială de conservare în mai 2018.

## Biodiversitate
Situată în ecoregiunea atlantică, aria protejată conține 3 habitate naturale: Lagune de coastă, Recifuri, Vegetație perenă pe țărmurile stâncoase.
La baza desemnării sitului se află mai multe specii protejate de  păsări (14): rață lingurar (Anas clypeata), rață pitică (Anas crecca), rață fluierătoare (Anas penelope), rață cârâitoare (Anas querquedula), rață-cu-cap-castaniu (Aythya ferina), rața moțată (Aythya fuligula), ferestrașul mare (Mergus merganser), culic mare (Numenius arquata), ploier auriu (Pluvialis apricaria), Sterna dougallii, chiră de baltă (Sterna hirundo), Sterna paradisaea, chiră de mare (Sterna sandvicensis), nagâț (Vanellus vanellus).
Pe lângă speciile protejate, pe teritoriul sitului au mai fost identificate 6 specii de plante, 1 specie de păsări, 12 specii de nevertebrate.